# Вейсі-Лісуський автономний повіт
27°11′02″ пн. ш. 99°17′09″ сх. д. / 27.18387° пн. ш. 99.28577° сх. д.
Вейсі-Лісуський автономний повіт (кит. 维西傈僳族自治县, пін. Wéixī Lìsùzú Zìzhìxiàn) — один із повітів КНР у складі Дечен-Тибетської автономної префектури, провінція Юньнань. Адміністративний центр — містечко Баохе.

## Географія
Вейсі-Лісуський автономний повіт лежить на північному заході провінції у горах Гендуаншань. Західна частина повіту лежить у долині Меконга.

### Клімат
Повіт знаходиться у зоні, котра характеризується океанічним кліматом субтропічних нагір'їв. Найтепліший місяць — липень із середньою температурою 18,8 °C. Найхолодніший місяць — січень, із середньою температурою 4,2 °С.
| Клімат повіту Вейсі-Лісу | Клімат повіту Вейсі-Лісу | Клімат повіту Вейсі-Лісу | Клімат повіту Вейсі-Лісу | Клімат повіту Вейсі-Лісу | Клімат повіту Вейсі-Лісу | Клімат повіту Вейсі-Лісу | Клімат повіту Вейсі-Лісу | Клімат повіту Вейсі-Лісу | Клімат повіту Вейсі-Лісу | Клімат повіту Вейсі-Лісу | Клімат повіту Вейсі-Лісу | Клімат повіту Вейсі-Лісу | Клімат повіту Вейсі-Лісу |
| Показник                 | Січ.                     | Лют.                     | Бер.                     | Квіт.                    | Трав.                    | Черв.                    | Лип.                     | Серп.                    | Вер.                     | Жовт.                    | Лист.                    | Груд.                    | Рік                      |
| Середній максимум, °C    | 12,3                     | 12,7                     | 14,7                     | 17,7                     | 22                       | 24,6                     | 24,7                     | 24,4                     | 22,6                     | 19,9                     | 16,7                     | 13,8                     | 18,8                     |
| Середня температура, °C  | 4,2                      | 5,4                      | 7,8                      | 11                       | 15,3                     | 18,4                     | 18,8                     | 18,2                     | 16,5                     | 12,7                     | 8                        | 4,8                      | 11,8                     |
| Середній мінімум, °C     | −1,6                     | 0,1                      | 2,9                      | 6,3                      | 10,2                     | 14,2                     | 15,2                     | 14,6                     | 13,1                     | 8,2                      | 2,2                      | −1,3                     | 7                        |
| Норма опадів, мм         | 26.9                     | 63.8                     | 120.4                    | 91.6                     | 59.2                     | 87.1                     | 161.9                    | 157.3                    | 112.4                    | 59.8                     | 19.1                     | 12                       | 971.5                    |
| Вологість повітря, %     | 56                       | 63                       | 68                       | 70                       | 68                       | 73                       | 78                       | 80                       | 80                       | 75                       | 64                       | 56                       | 69.3                     |
| ------------------------ | ------------------------ | ------------------------ | ------------------------ | ------------------------ | ------------------------ | ------------------------ | ------------------------ | ------------------------ | ------------------------ | ------------------------ | ------------------------ | ------------------------ | ------------------------ |
| Джерело: data.cma.cn     |                          |                          |                          |                          |                          |                          |                          |                          |                          |                          |                          |                          |                          |